# Доганлар (вилает Балъкесир)
Доганлар (на турски: Doğanlar) е село в околия Ердек, вилает Балъкесир, Турция. Разположено на 0 – 40 метра надморска височина. Населението му през 2010 г. е 216 души, основно  българи – мюсюлмани (помаци), потомци на преселници от селата Биджево и Тресино (Воденско).